# Emiliano Zapata, Marqués de Comillas
Emiliano Zapata är en ort i Mexiko.   Den ligger i kommunen Marqués de Comillas och delstaten Chiapas, i den sydöstra delen av landet, 1 000 km öster om huvudstaden Mexico City. Emiliano Zapata ligger 166 meter över havet och antalet invånare är 1 082.
Terrängen runt Emiliano Zapata är platt. Runt Emiliano Zapata är det glesbefolkat, med 16 invånare per kvadratkilometer. Närmaste större samhälle är Zamora Pico de Oro, 16,1 km väster om Emiliano Zapata. I omgivningarna runt Emiliano Zapata växer i huvudsak städsegrön lövskog.